# ニック・ウッド
ニック・ウッド(Nick Wood)
1. ニック・ウッド（Nick Wood, 1964年5月14日 - ）は、日本を拠点に活動するイギリス出身の音楽プロデューサー・作曲家である。
2. イギリスラグビーユニオンのラグビー・フットボール選手。2006年よりイングランド・サクソンズ（A代表）に所属。 → en:Nick Wood

ニック・ウッド（Nick Wood, 1964年5月14日 - ）は、イギリスの音楽プロデューサー・作曲家である。

## 来歴
来歴
19歳の時に、ヴァージン・レコードと契約を結んで以来、作曲・制作活動を行ってきた。
1989年に、デュラン・デュランのサイモン・ル・ボンらとともに、音楽制作会社Synをロンドンで設立。同年、拠点を東京に移す。
1991年、Syn株式会社 を東京で設立。
以来今日までの間に、数千に及ぶCM音楽、TV音楽、映画音楽、ゲーム音楽、ソニックブランディングの制作・プロデュース、アーティストへの楽曲提供・プロデュース、またイベント音楽の制作・プロデュースを手掛けている。
2013年　Syn USA（ロサンゼルス）設立。
2016年　Syn China（北京・上海）設立。

主なクライアント
トヨタ、レクサス、メルセデスベンツ、BMW、フィアット、資生堂、P&G、ユニリーバ、KIRIN、日本コカコーラ、日本マクドナルド、ソニー、Apple、CNN、HBO、カートゥーンネットワーク、Amazon、Tatcha、UNIQLO、デアジオ・モエ・ヘネシー、スクエアエニックス、ナイキ

音楽制作
代表作「Passion」は、KIRINのサッカー日本代表応援キャンペーンソングとして、CMやキリンチャレンジカップ中継などで長年起用され、これまでに3度のシングル発売や複数のアレンジバージョンが制作されるなど、大きな反響を呼んだ。

アーティストへの楽曲提供・プロデュースも行っており、これまでに 中森明菜、吉川晃司、Zwei（ヅヴァイ）、小室哲哉、小柳ゆき、小野恵令奈、サイモン・ル・ボン、ジュリアン・レノンらへ楽曲提供のほか、2012年シドニー・ニューイヤー・カウントダウンのテーマソングを書き下ろしプロデュースしている。
ニック・ウッド本人も歌手として活動しており、数々のソロ作品のほか、2011年に発生した東日本大震災への支援チャリティーソング「Hope」にてジュリアン・レノンとデュエットをしている。
2017年、アメリカのTV局 CNNのキャンペーンCM「Why We Go」にて、TV業界版アカデミー賞と言われるエミー賞を受賞。(受賞歴を参照)

共作・共演を行ったアーティスト
べべウ・ジルベルト、クリス・コーナー、グラハム・マッセイ、ジョン・ハッセル、マキシ・プリースト、サイモン・ル・ボン、ドクター・ジョン、ロバート・パーマー、ジュリアン・レノン、ヴァン・ダイク・パークス、小室哲哉、是永巧一、小原礼、屋敷豪太、アリアナ・グランデ、シルビオ・アナスタシオ、Sumire、等

プレゼンターとしての活動　Presentation
世界各国で開催される広告フェスティバルにおいてプレゼンターも行っている。
カンヌ・ライオンズ・インターナショナルフェスティバル・オブ・クリエイティビティ（2017年、カンヌ、Cannes Lions International Festival of Creativity 「How collaboration inspires ordinary to extraordinary」）
アドフェスト（2018年、パタヤビーチ、ADFEST in Pattaya -「Music Saves The Day」）
チャイナ・コンテント・マーケティング・アワード（2018年、北京、CCMA China Content Marketing Awards in Beijing 「The Power of Music in Advertising」 ）
スパイクス・アジア（2019年、シンガポール、Spikes Asia in Singapore 「Music is the Message」）
ワンショウ（2017年、上海、One Show in Shanghai

## ディスコグラフィ

### シングル
- 「Passion （パッション）」（2000年） キリンのシドニー・オリンピックキャンペーンソングとして制作され、以降は長きにわたり、同社のサッカー応援キャンペーンソングとして使用されている。話題となった「ランバラワラ・エ」のフレーズは、国境を越えて歌い継がれることを願ってウッド本人が創り出した造語である。ボーカルおよびポルトガル語部分の作詞はシルビオ・アナスタシオ。（カップリング：Tokyo Muscle、Graceful）
- 「Passion（パッション）」（2001年） ジャケットおよびカップリングを差し替えて再リリース。同題アルバムと同時発売。（カップリング：Beat Of My Heart、One Note Samba - Mas Que Nada、Passion - downbeat remix ）
- 「Free（フリー）」（2004年） au携帯電話「talby」（三洋マルチメディア鳥取製）テレビCMソング。また、talbyにプリセット（内蔵）された音楽を収録したシングルでもある（ニック・ウッド公式サイトでは「携帯用サウンドトラック」と説明）。（カップリング：ヨハネシュトラウスはかく語りき、Newson’s Theme、Free - Kelvin ver.）
- 「Passion - The Game Of Life（パッション - ザ・ゲーム・オブ・ライフ）」（2006年） 「Passion」の3度目のシングル化で、オリジナルバージョンと3つの新たなアレンジバージョンが収録されている。表題曲は英語の歌詞が新たに作られ、ニック自身がボーカルを務めている。演奏にはモスクワ・シンフォニー・オーケストラのほか、屋敷豪太、根岸孝旨らが参加している。（カップリング：Passion (Carnival Train Remix)、Passion (Daniel Lee Remix)、Passion - オリジナルver.）
- 「Hope (feat. Julian Lennon, Tetsuya Komuro, Beyond Tomorrow Students) （ホープ - フィーチャリング：ジュリアン・レノン、小室哲哉、ビヨンド・トゥモロー）」（2012年） 東日本大震災を受けて書きおこし、一年の制作期間を経て、2012年3月7日にiTunes Store配信限定としてリリースされた。参加ミュージシャンとして、ジュリアン・レノンをボーカルに、小室哲哉をピアノに起用し、日本、ロサンゼルス、そしてニューヨークで制作され、被災地である気仙沼の子供達もコーラスとして参加している。本楽曲の売り上げは全額、東日本大震災で被災した若者たちを支援する一般財団法人教育支援グローバル基金「BEYOND Tomorrow」に寄付されている。

### アルバム
- 「聖伝-RG VEDA- 氷城炎獄篇 オリジナル・アニメーション・サウンドトラック」（1991年、ソニーミュージックレコーズ）
- 「Sound Virus（サウンド・ヴィールス）」（2000年、ビクター）
- 「Passion（パッション）」（2001年、ビクター） 同題シングルと同時発売。多くの楽曲が『Sound Virus』と重複している。
- 「13階段」オリジナル・サウンドトラック（2003年、ポニーキャニオン）
- 「Passion - 2010 World Cup Tribute（パッション - 2010ワールドカップ・トリビュート）」（2010年） 「Passion」のこれまでに発表されたバージョン、および未発表バージョンをまとめたベスト盤。iTunes Storeで配信。
- 「Passion - Inspired by The World Cup 2014（パッション - インスパイアド・バイ・ザ・ワールドカップ2014）」 (2014年） ブラジルにインスパイアされた旨味の詰まったコンピレーション。iTunes Storeで配信。

### 楽曲提供
- 中森明菜「Femme Fatale」（作曲、1988年）ー　アルバム「Femme Fatale」収録
- 中森明菜「風は空の彼方」（作曲、1989年）ー　アルバム「CRUISE」収録
- 吉川晃司「グラマラスジャンプ」（作曲：W.Guy - ニック・ウッドのペンネーム、1988年）ー　KDD CM曲
- サイモン・ル・ボン「Grey Lady of The Sea」（作詞作曲・プロデュース、1988年）
- サイモン・ル・ボン「Magic Bus」（編曲・プロデュース、1992年）
- ジュリアン・レノン「Children Of The World」（作詞作曲・プロデュース、1993年）
- ドクター・ジョン「It’s a man’s man’s man’s world」（編曲・プロデュース、1996年）
- ドクター・ジョン「Hello Old Friend」（作詞作曲・プロデュース、1996年）
- ドクター・ジョン「You Make My Day」（作詞作曲・プロデュース、1996年）
- マキシ・プリースト「The Sun Always Shines」（作詞作曲・プロデュース、1996年）
- マキシ・プリースト「Once Again It’s Summer Time」（作詞作曲・プロデュース、1996年）
- ロバート・パーマー「Say You Will」（作詞作曲・プロデュース、1999年）
- ロバート・パーマー「Drive My Car」（編曲・プロデュース、2001年）
- 小柳ゆき「Flyin'」（編曲・プロデュース、2001年）
- norico「Lovely World」（作曲作詞・プロデュース、2002年）
- norico「Beat Of My Heart」（作詞作曲・プロデュース、2002年）
- Zwei「Movie Star」（作曲・プロデュース、2004年）
- Zwei「Pretty Queen」(作詞作曲・プロデュース、2004年）
- Zwei「Find Me」(作曲・プロデュース、2004年）
- Zwei「Love Land」(作詞作曲・プロデュース、2004年）
- Zwei「Keep Giving」(作詞作曲・プロデュース、2004年）
- Zwei「口〜I Love Your Mouth」(作詞作曲・プロデュース、2004年）
- Zwei「My Name Is Megu」(作曲・プロデュース、2004年）
- Zwei「ワタシ飼いの唄」（作曲・プロデュース、2004年）
- Zwei「24/7」(作詞作曲・プロデュース、2004年）
- Zwei「D.N.A」(作曲・プロデュース、2004年）
- Zwei「Rain」(作曲・プロデュース、2004年）
- Zwei「光」（作曲・プロデュース、2005年）
- Zwei「太陽が見てる場所」（作曲・プロデュース、2005年）
- Zwei「Ice Breaker」(作曲・プロデュース、2005年）
- サイモン・ル・ボン「Nobody Knows」（作曲・プロデュース、2006年）
- 小室哲哉「WATCH the MUSIC feat. Capitol A, Alain Clark」（作詞作曲・プロデュース、2013年）
- 小室哲哉「Piece Electro」（作曲・プロデュース、2013年）
- 小室哲哉「Drive feat. Saffron Le Bon」（作詞作曲・プロデュース、2013年）
- 小室哲哉「Human Illumination feat. Silvio Anastacio」（作詞作曲・プロデュース、2013年）
- 小室哲哉「Golden Highway feat. Miss Pooja, U-zhaan」（作詞作曲・プロデュース、2013年）
- 小室哲哉「Don't Stop Us Dancing feat. IAMX」（作詞作曲・プロデュース、2013年）
- 小室哲哉「Now1（Album Mix）」（編曲・プロデュース、2013年）
- 小野恵令奈「ひとり」（作曲、2013年）
- Sumire「Home」（編曲・プロデュース、2020年）

## 音楽担当作品

### 映画・オリジナルビデオ
- 「フリーター」（1987年、東宝東和、監督：横山博人、出演：金山一彦、鷲尾いさ子）
- 「聖伝-RG VEDA- 氷城炎獄篇」（1991年、ソニーミュージックエンターテイメント）
- 「Dream Island」（1991年、監督：ショーン・ノートン、監修・出演：ヴィム・ヴェンダース）
- 「聖伝-RG VEDA- 双城炎雷篇」（1992年、ソニーミュージックエンターテイメント）
- 「KO世紀ビースト三獣士」（1992年、ソニーミュージックエンターテイメント）
- 「修羅の伝説」（1992年、東宝、監督：和泉聖治、出演：小林旭、陣内孝則）
- 「遠い海から来たCOO」（1993年、東映、原作：影山民夫、監督：今沢哲男）
- 「2/デュオ」（1997年、エースデュースエンターテイメント、監督：諏訪敦彦、出演：柳愛莉、西島秀俊）
- 「Love Kills」（1998年、Planet、監督・出演：マリオ・ヴァン・ピーブルズ）
- 「13階段」（2003年、東宝、監督：長澤雅彦、出演：反町隆史、山崎努）
- 「マーク・ニューソン」（2005年、監督：サイラス・ヒッキー）
- 「Knife Through Water（ナイフ・スルー・ウォーター）」 - Marc Newson（2009年）
- 「RAILWAYS 愛を伝えられない大人たちへ」（2011年、松竹、監督：蔵方政俊、出演：三浦友和、余貴美子）
- 「The Brighton Miracle （ザ・ブライトン・ミラクル）」　（2019年、オンリーハーツ、監督：マックス・マニックス、出演：テムエラ・モリソン、工藤夕貴、すみれ、エディ・ジョーンズ）
- 「The Birth Gap（ザ・バースギャップ）」（2022年、監督：スティーブン・ショー）

### テレビ
- 「セックス・アンド・ザ・シティ」（HBO）ー　挿入歌「AQUA」（作曲・プロデュース）
- 「ロバリー・ホミサイド・ディヴィジョン」（2002年、NBC）
- 「NEWS23X」（2010年、TBS） - オープニングテーマ「Sound & Light」（作曲・ヴォーカル・プロデュース）
- 「TOKYO VICE」（2022年、WOWOW、監督：マイケル・マン、出演：アンセル・エルゴート、渡辺謙、菊地凛子）
- 「Pachinko パチンコ」（2022年、Apple TV、監督：ゴゴナダ、ジャスティン・チョン）

### 演劇
- 宝塚歌劇団（2015年、花組公演「カリスタの海に抱かれて」「宝塚幻想曲（タカラヅカファンタジア）」宝塚ヴァージョンにアレンジされた「Passion」上演）

### ゲーム
- 「ゲート オブ サンダー」（PCエンジン、1992年、ハドソン）
- 「超英雄伝説ダイナスティックヒーロー」（PCエンジン、1994年、ハドソン）
- 上記2作のゲームは、2008年現在、Wiiのバーチャルコンソールで配信されており、プレイ可能である（要800Wiiポイント）。
- 「CRキャプテン翼」(パチンコ)　ー　挿入歌「Passion」提供

### イベントプロデュース
- フォード O21C ローンチパーティ（1999年、東京芝公園内プールを会場にマーク・ニューソンによるコンセプトカー「O21C」発表会）
- アイクポッド　ローンチパーティ（2001年、東京広尾羽澤ガーデンにてマーク・ニューソンの時計「IKE POD」発表会）
- ドン・ペリニヨン ロゼ　（2008年、ライブゲスト：アヴリル・ラヴィーン）
- G-Star（青山ル・バロンを舞台に繰り広げられるクラブイベント。キュレーター：デュラン・デュラン、野田凪、小室哲哉、アンドレ・サレヴァ、他）
- ヘネシー・アーティストリー　ー　アート・オブ・ブレンディング（2014年、ジャンルを超えたアーティスト・ミュージシャンのコラボレーションによる音楽イベント）

### その他
- 携帯電話着信音制作：au携帯電話「talby」（2004年、三洋マルチメディア鳥取） - プリセットされた楽曲・着信音のプロデュース
- TV制作：ヴーヴ・クリコ「ウーマン・オブ・インフルエンス」（2010年）

### 所有する音楽制作スタジオ
- Syn Tokyo スタジオ (渋谷区神宮前)
- 十和田湖ボートハウススタジオ(秋田県小坂町)
- Syn China スタジオ (上海)